# Jean-Louis Swiners
Jean-Louis Swiners (né le 1er avril 1935 à Montreuil et mort le 26 décembre 2019 à Nanterre) est un photographe et photojournaliste français.
Lauréat du prix Niépce en 1962, il a également été officier, publicitaire, enseignant, conférencier, consultant en innovation.

## Biographie

### Famille

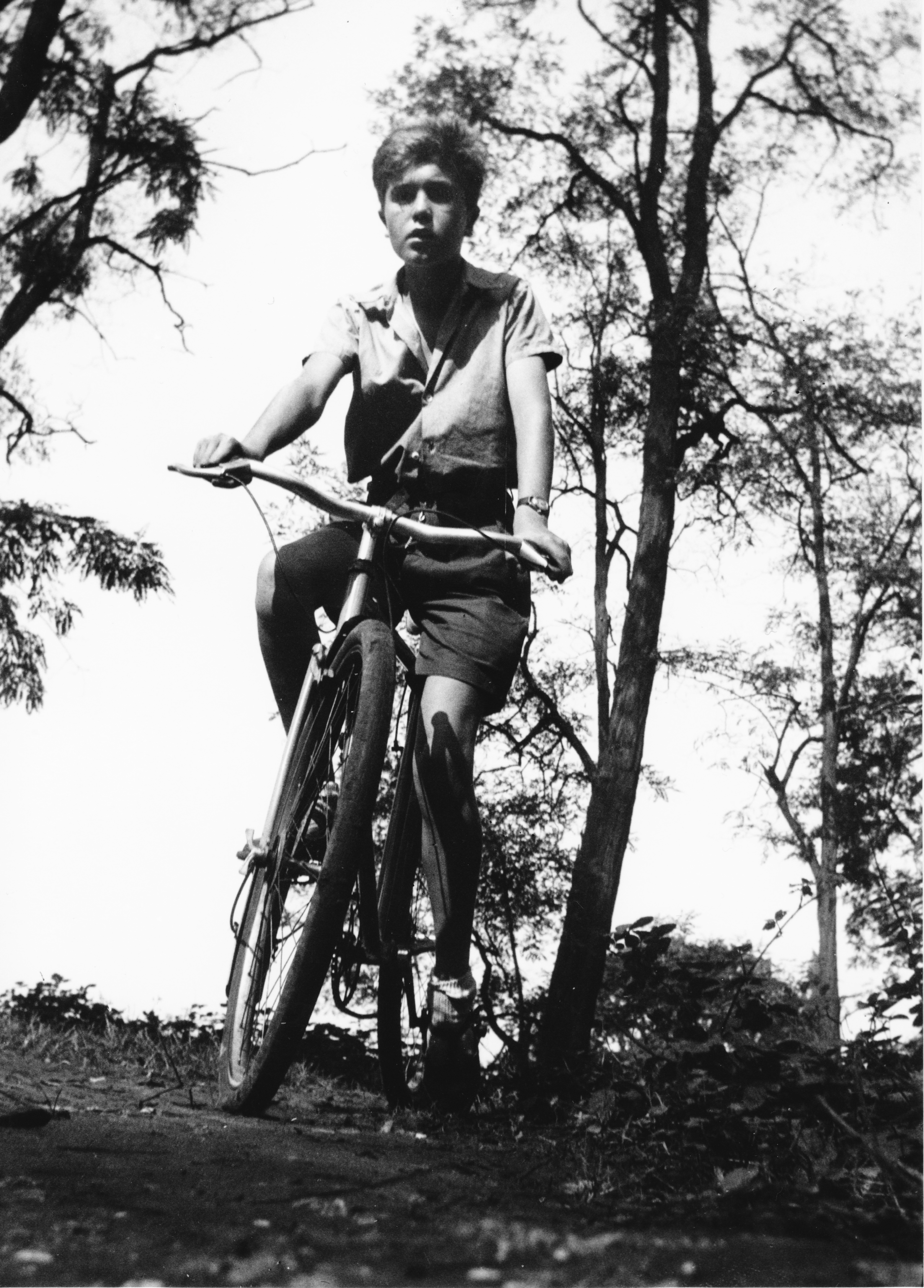
Autoportrait à vélo, 1948.

Jean-Louis Swiners-Gibaud, dit Jean-Louis Swiners, est né le 1er avril 1935 à Montreuil dans le département de Seine-Saint-Denis, du mariage de Léopold Swiners-Gibaud, conseiller du commerce extérieur, industriel dans le domaine des matières premières pour la chapellerie et la filature,, et de Renée Le Blanc.
Le 16 août 1958, il épouse Joëlle Monnin ; de ce mariage naissent trois enfants. Divorcé, il épouse Anne Furet en janvier 1983,.

### Formation
Il poursuit des études secondaires au lycée Albert-de-Mun de Nogent-sur-Marne puis au lycée Saint-Louis à Paris.
En 1964, il reprend ses études. Il étudie au Centre national de télé-enseignement — actuel Centre national d'enseignement à distance (CNED) —, à l'École des hautes études en sciences de l'information et de la communication - Celsa et à l'École des hautes études en sciences sociales (EHESS) de 1965 à 1980 où il obtient un diplôme d'études approfondies (DEA) de sciences de l'information et de la communication.

### Carrière professionnelle
Jean-Louis Swiners est photographe, puis publicitaire, puis consultant en marketing et stratégie, conférencier et écrivain, puis consultant, conférencier et écrivain puis consultant et conférencier international.

#### Photographe et photojournaliste

##### Les débuts
Il s'engage par devancement d'appel au titre de la future École nationale des sous-officiers d'active (ENSOA) à Saint-Maixent. Son classement de sortie lui permet de choisir la forêt-Noire comme caporal-chef d'active au 1er régiment d'infanterie motorisée à Donaueschingen comme chef de pièce d'half-track quadritube. Il y découvre le Nettar 6x6 de Zeiss-Ikon, et continue à faire des autoportraits à l'aide du Selbstauslöser.[réf. nécessaire]

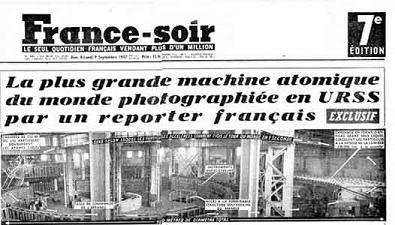
La centrale russe de Doubna.

Puis il est admis en peloton d'élève officier de réserve, de nouveau à Saint-Maixent. Il choisit en amphi de sortie d'être affecté dans les Forces françaises à Berlin au 46e régiment d'infanterie comme sous-lieutenant commandant la section de mortiers lourds. 
Il fait ses débuts en tant que photographe professionnel en mai 1957 en photographiant des mariages dans le Paris populaire.
En septembre 1957, le scoop qu'il réalise en photographiant le centre de recherche nucléaire russe de Doubna, qui sera publié à la une de France-Soir et diffusé mondialement par l'agence Dalmas, lui permet d'accepter un poste non rétribué de porteur de valises de Jean-Philippe Charbonnier.
À partir de début 1958 et jusqu'en 1964, il fait partie de l'équipe des photographes-journalistes du groupe Réalités,, au même titre qu'Édouard Boubat et Jean-Philippe Charbonnier.

##### Matériel
Photographe polyvalent, il travaille au début des années soixante avec trois Leica : un Leica M3, un Leica MP et un Leica M2 (avec les objectifs de 21, 35, 50, 90 et 135 mm), un Pentax S3 (pour les photos au téléobjectif, 200 et 400 mm Telyt), un Rolleiflex (pour les photographies de mode) ainsi que d'une chambre 4×5in et un Linhof Technika IV (pour les natures mortes, les photographies publicitaires et industrielles et les reproductions de tableaux).

##### Influences
Il sera influencé par Ansel Adams, Richard Avedon, Robert Capa, Henri Cartier-Bresson, Andreas Feininger, Marc Flament, Ernst Haas, Philippe Halsman, William Klein, Irving Penn, August Sander, George Silk, William Eugene Smith, Edward Weston, etc. dont il s'inspire.
Par exemple, Chevaux de course (1959) est directement influencé par les recherches et les deux essais d'Ernst Haas dans Life : Beauty in a Brutal Art en juillet 1929 et The Magic of Color in Motion en août 1958.

##### Tirages et ténébrisme
Disposant d'un studio et d'un laboratoire personnel, il se livre en dehors de son travail salarié à de multiples recherches personnelles notamment dans le domaine du portrait. Il tire toutes les photos qu'il aime en 50 × 60 cm sur papier Iford Multigrade. Fin des années cinquante, visitant la Galerie Borghèse à Rome il fait un parallèle entre l'utilisation des ombres et des lumières par le Caravage et la photographie. Il se met alors à accentuer le trait dans ses tirages (kroumen, harkis, Pâques à Arachova, etc.) s'inspirant du ténébrisme.

##### Credo
Jean-Louis Swiners est qualifié de « photographe humaniste ».
En 1964, il publie son credo, : « Je photographie beaucoup les gens, droit dans les yeux […] N'aimant pas être considéré comme du gibier, je ne chasse pas pour le plaisir […] Mais à quelques relations esthétiques entre des formes humaines je préfère la relation de ces êtres humains avec moi-même, etc. ».

##### Pastiches
De nombreuses photographies de Swiners sont des « À la manière de … ». À la manière d'Henri Cartier-Bresson, du Caravage, de Feininger, etc. Quand en 1962, le fabricant de tricots Timwear pour lequel, en 1961, il avait réalisé les photos de sa collection dans un Paris vide de toute présence humaine, lui demande, par l'intermédiaire de Réalités, une nouvelle idée, il lui propose de pasticher des tableaux de portraits en buste de femmes de l'antiquité à nos jours. Cela fera un essai photographique de 16 pages couleurs, « Madame », dans le no 193 de Réalités de février 1962, p. 87-98 ainsi que dans Connaissance des arts, février 1962, no 160, et la reprise des pastiches les plus réussis : Le Titien, La Tour, Seurat, Renoir dans le Caractères Noël de Maximilien Vox de décembre 1962.

##### Autoportraits

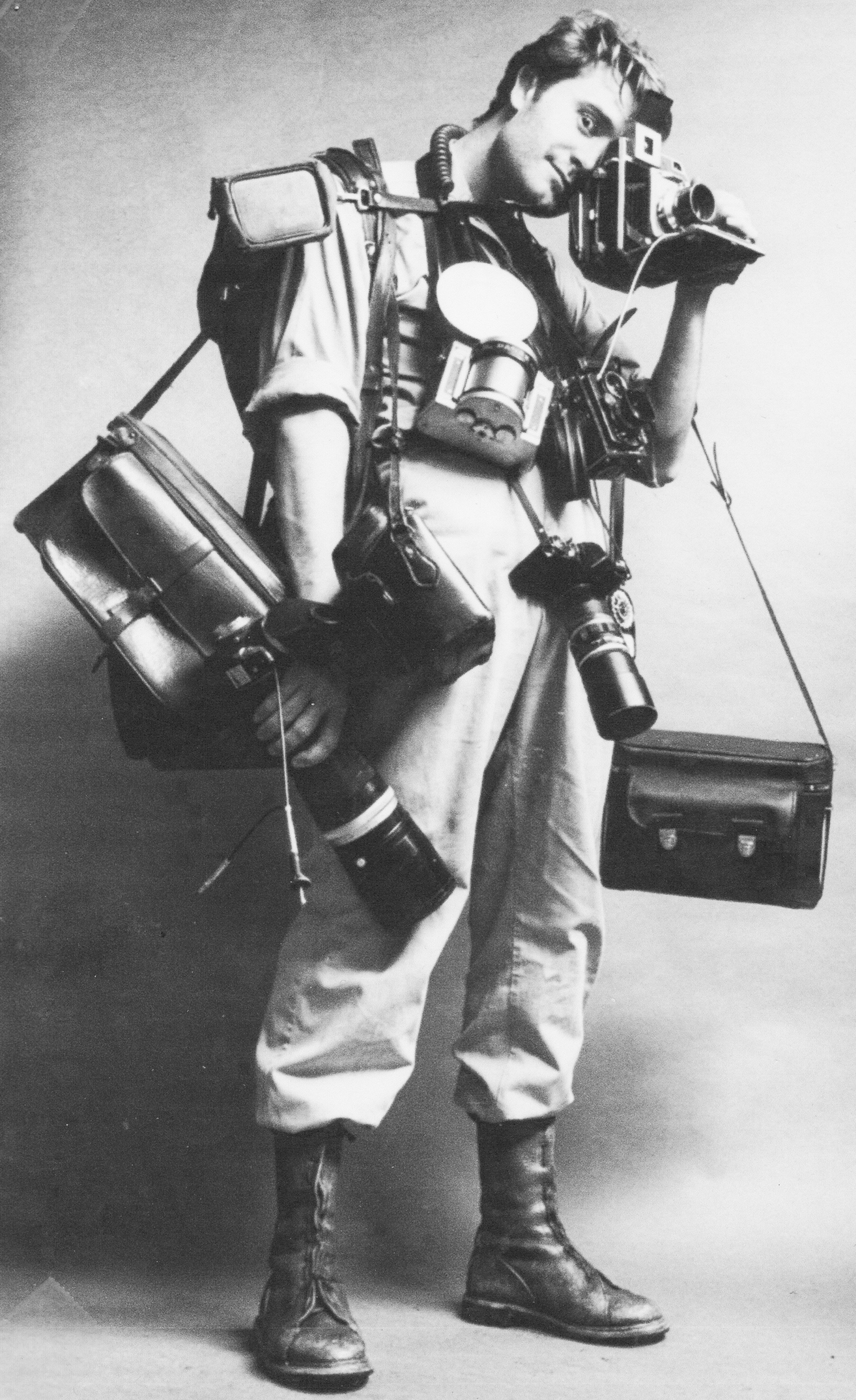
Autoportrait en photographe-orchestre datant de 1962

Jean-Louis Swiners a fait de nombreux autoportraits dès l'âge de 13 ans et a continué tout au long de sa vie, parfois en co-portraits.
Le concours des autoportraits organisé par l'hebdomadaire Point de vue Images du monde en 1961 lui donne l'occasion de préciser sa conception de l'autoportrait photographique : « Peu de reporters ont fait d’eux des autoportraits, car leur style ne s’accorde en général pas à la préparation et à la composition nécessaires pour ce type de photographies. Devant faire un autoportrait, j’ai voulu que celui-ci reflète mon style et ma vision, c’est-à-dire que je me suis considéré exactement comme une tierce personne que je connais (malheureusement) très bien et que je devais, photographe, photographier. Je me suis donc placé, en lieu, éclairage, appareil, etc. exactement dans les conditions où j’aurais placé un sujet autre. Restait le problème de l’instant. J’aurais pu utiliser un long déclencheur souple, j’ai préféré utiliser pour cela (dans le sens noble du terme) mon assistant, le considérant comme un prolongement psychologique de moi-même, et apte à saisir le moment que j’aurais voulu attraper (le geste du déclenchement avec un déclencheur souple étant assez similaire à celui d’attraper une mouche). Il nous a fallu quelques essais pour que soyons en communication et qu’il entende un certain appel intérieur qui lui criait : « Mais appuie donc… » et déclenche à l’instant que je sentais. Le problème est alors de savoir si l’on peut considérer cela comme un autoportrait. »
Albert Plécy, rédacteur en chef de Point-de-vue Images du monde et président de l'association Gens d'images tranche : « Nous donnons mille fois raison à Jean-Louis Swiners, l’autoportrait n’implique nullement de « presser » soi-même sur le bouton. »

##### Diffusion
Une grande partie de ses photos (dont Les Amoureux sur un scooter, Jean-Luc Godard et Brigitte Bardot (Le Mépris), Raymond Aron, Luis Buñuel, Fidel Castro, etc.) sont diffusées par l'agence de photos Gamma-Rapho.

#### Journaliste et publicitaire
Reprenant des études au milieu des années 1960, il reste ancré dans le milieu du journalisme et de la photographie. De 1964 à 1967, il est rédacteur en chef du magazine Terre d'images puis directeur de la publicité du mensuel Photo, Ski-Flash Magazine et Son-magazine de 1967 à 1974.
Il travaille ensuite dans des agences de publicité : en 1974-1975, il est directeur général adjoint de Media International, puis directeur des études de Jacques Renaud Marketing (1976-1977), directeur de la création de Marello, Veyrac & Associés de 1977 à 1980, directeur associé de Persuaders en 1980-1981, directeur de division à Bélier-Conseil en 1981-1982.

#### Enseignant en marketing et stratégie, consultant et conférencier
Dès 1959, Jean-Louis Swiners découvre le brainstorming lors d'une rencontre à New York avec Alex Osborn, l'inventeur de cette méthode.
À partir de 1980, il crée le concept de « branduit », invente le « Warketing », marketing de combat. De 1974 à 1983, il est professeur à l'Institut national du marketing. De 1982 à 1988, il est directeur de la revue Stratégiques puis directeur en 1978 et président de 1990 à 1996 des options « stratégie et marketing international » de l'European Business School Paris, directeur du module « marketing commercial » de l'IPAC de 1981 à 1995, professeur à l'Institut national de l'achat de 1982 à 1997, secrétaire général de l'Association pour la publicité comparative de 1979 à 1982, chargé de conférence à l'École supérieure de guerre en 1985, professeur au CRC de 1986 à 2015, directeur général puis président de WWWarketing Consultants à partir de 1988.
Ancien directeur général de Business Kriegsspiel, expert de l'association Progrès du management de 1990 à 2001, expert de la Fédération française de la franchise de 1999 à 2002, il est rédacteur en chef depuis 1998 de l'Encyclopédie du leadership, du management et de la stratégie devenue Encyclopédie de la créativité, de l'innovation et de la stratégie, il est professeur à l'université HEC management de 2001 à 2010 et à l'institut de gestion de l’innovation appliquée (Igia), membre de l'association française des conférenciers professionnels depuis 2007.
En 2006, il abandonne ses activités de consultant et d’animateur de jeux d'entreprise pour ne conserver que celles de conférencier en innovation, spécialiste de la sérendipité et des marques. En 2013, il est chargé du cours « Innovation et sérendipité » dans le master « Innovation et Gestion des connaissances » de l'université Pierre-et-Marie-Curie à Paris.

#### Retour vers la photographie
Jean-Louis Swiners a gardé un contact avec le monde de la photographie : il fait partie du jury du prix Nadar de 1980 à 2006 ; il est membre de l'association Gens d'images.
En 2006 l’exposition Édouard Boubat, Jean-Philippe Charbonnier et Jean-Louis Swiners. Les photographes de Réalités est organisée à Paris dans le cadre du mois de la photo.
En 2015, il reprend ses activités de photographe, réalisant principalement des portraits, avec un réflex numérique ou un iPhone.
Il revient également à ses activités d'historien des photographes et de la photographie, exercée originellement quand il était rédacteur en chef de Terre d'Images où il a écrit une série de 32 articles. Il partage ses connaissances et ses interviews, sur Wikipédia en français.
En 2017, un reportage de Jean-Louis Swiners pour Réalités sur le tournage du Mépris de Jean-Luc Godard est exposé à Paris,,

## Création du mot «zadigacité»
Spécialiste de la sérendipité, Jean-Louis Swiners crée en 2008 le mot « zadigacité » assorti de l’adjectif « zadigace » : « joli mot-valise qui rappelle le conte de Voltaire, et qu’il définit ainsi : « Capacité à reconnaître intuitivement et immédiatement – et à exploiter rapidement et créativement – les conséquences potentielles heureuses d'un concours malheureux de circonstances (erreur, maladresse, négligence, incompétence, etc.) »,,.
Le dictionnaire en ligne du correcteur d'orthographe et de grammaire Cordial définit ainsi la « zadigacité » : « Découverte d'une innovation par une rencontre avec un spécialiste d'un autre domaine (mot-valise à partir de Zadig et sagacité) ».
Le terme « zadigacité » est repris par l'Académie des technologies, qui le définit ainsi : « [O]n s’intéresse aujourd’hui à la sérendipité – on parle également de « zadigacité » – (innovation par hasard, voire par erreur, c’est-à-dire en cherchant autre chose) comme source nouvelle d’innovation », dans son rapport de 2015, Quelques réflexions de l’Académie des technologies sur la question de l’appropriation des technologies,.

## Distinctions
En 1961, il reçoit le grand prix des 30x40[réf. souhaitée].
Grâce à trois reportages Paris vu par un chien, paru dans Réalités en décembre 1961, Les kroumen et Les harkis, il reçoit le prix Niépce en 1962,.

## Œuvre

### Publications

#### Ouvrages
Jean-Louis Swiners est, avec Jean-Michel Briet, le coauteur de trois livres :
- Les 10 campagnes du siècle, Neuilly, R.V. Conseil, 1978, 50 p. (OCLC 461666990)
- Warketing : une autre vision de la stratégie, Paris, ESF, 1992, 239 p.
- L'intelligence créative : au-delà du brainstorming, Paris, Maxima, 2004, 206 p.

#### Préfaces et articles
- Pourquoi des photographes ?, dans Journalistes Reporters Photographes, no 6, 2e trimestre 1965, p. 7.
- Problèmes du photojournalisme contemporain, dans Techniques graphiques, no 57, juin 1965, p. 40-57.
- Problèmes du photojournalisme contemporain. 2 - De la mise en page comme moyen d’expression dans Techniques graphiques, no 58, juillet/août 1965, p. 148-177.
- Problèmes du photojournalisme contemporain. 3 - Pour une mise en page sémantique dans Techniques graphiques, no 59, septembre 1965, p. 288-314.
- Problèmes du photojournalisme contemporain (extraits), dans Journalistes reporters photographes, no 7, 3e trimestre 1965, p. 16-18.
- Sémies scripto-visuelles et mise en pages opérationnelle, dans Gens d'images no 8, Journées internationales de Porquerolles, 1966, p. 33-36.
- Préface de Nus de l'Inde de D.S. Ramamuthi, Les éditions Prisma, 1966. (Du rapport entre la photographie et la sculpture).
- Problemi di fotogiornalismo contemporaneo, dans Popular Photography Italiana, numéro 114/janvier 1967, p. 42-47.
- Préface de Nus d'Israël de Michaël Argov, Les éditions Prisma, 1967.
- Fonctions de l'image dans la communication commerciale, dans Le Directeur commercial, février 1968, p. 11-15.
- Les styles-de-vie sont morts, vive les styles-de-mort !, Stratégies, no 185, 2-16 avril 1979, p. 30-34
- Bilan critique du rôle de la copy-stratégie dans la pratique publicitaire actuelle, Bilan et perspectives de la recherche en communication, Irep, Paris, 1979, p. 97-132
- La Pub, Génie du marketing ?, Stratégies, no 197, 8 octobre 1979, p. 56-77.
- Le marketing de combat, Direction et Gestion, 1980.
- Pourquoi tant de généraux perdent-ils tant de batailles ?, Psychologie, novembre 1981, p. 32-35.
- Clausewitz, le marketing, les jeux à risque et la stratégie, ESG Info, École de guerre, no 13, avril 1986, p. 6-18.
- Concurrence et stratégie, Revue française de gestion, 1983.
- La sérendipité, exploitation créative de l'imprévu, Automates Intelligents, avril 2005[36].
- Le conundrum de l'innovation. Des conditions et de la contingence du succès d'une innovation, Le Cercle des Entrepreneurs du Futur, Nancy, 2009.

### Photographie

#### Réalisations

##### Grands reportages et essais photographiques
1957
- « Le synchro-cyclotron de Doubna », France-Soir
- « La mode française à Moscou », dans : L'Officiel de la couture, octobre 1957.

1958
- « La télévision des Buttes-Chaumont »
- « La vie en kibboutz » (reportage effectué pour Réalités, non publié, et disponible chez Gamma-Rapho)

1959
- « Un signe extérieur de richesse beaucoup plus répandu qu'autrefois : le cheval de course ». dans : *Réalités, février 1959.
- « André Masson », dans : Réalités, avril 1959.

1960
- « Mamady routier d'Afrique. L'épopée d'un camionneur ». Texte de Gérard de Villiers. Africa, janvier 1960, p. 16-23.
- « Nefissa Zernoudi : The Angel of the Casbah », Réalités, édition américaine, October 1960, p. 44-47. Texte de Gérard de Villiers.
- « Nefissa Zernoudi, l'ange de la Casbah », dans : TOP. Réalités Jeunesse, no 101, 23 oct. 1960, p. 31–39.Texte de Gérard de Villiers

1961
- « Une vie de chien. La naissance, les plaisirs, les amours, la mort », texte de Pierre Marchant. dans : Réalités no 190, novembre 1961, Couverture et p. 108–115.

1962
- - Le grand désarroi du peuple cubain tel qu'un "fidéliste" des premières heures vient de le confier à notre envoyé spécial Michel del Castillo. Réalités, novembre 1962, p. 58 sq.
- Paris vu par un chien, dans Réalités édition spéciale Jean Lefevre
- Les harkis et les commandos de chasse en Algérie

1963
- Série de reportages sur deux ans pour la Société Navale Delmas-Vieljeux qui a donné lieu a une plaquette de prestige : Des navires et des hommes, dont :
  - les Kroumans, reportage à Tabou, Kribi, Douala, Abidjan, etc.
  - l'Océan Indien, Djibouti, Aden, Monbassa, Zanzibar, etc.

1964
- « Un jeu qui débouche sur l'art ? Les inventions de Yaacov Agam, maître du tableau qui bouge »,  par Danielle Hunebelle. Couverture et photographies de Jean-Louis Swiners. Réalités, no 216, janvier 1964,
- « Muriel fait de la sémantique générale. La gymnastique intellectuelle à la mode », par Muriel Reed. Photos Jean-Louis Swiners. dans : Réalités, no 219, avril 1964, p. 70-75,
- « Paris qui grogne », dans : *Réalités, no 222, juillet 1964 , p. 70-75, George Jouve,
- « Muriel inaugure le tourisme dans le réduit albanais », par Muriel Reed. dans : Réalités, no 226, novembre 1964, p. 34-39.

1965
- Le Negev: threshold of the Promise Land , Réalités, édition américaine, June 1975, Number 175, p. 34-39.

##### Photographies connues
- Photo panoramique du synchrocyclotron de l'Institut de recherche nucléaire soviétique de Doubna (à la Une de France-Soir du 9 septembre 1957).

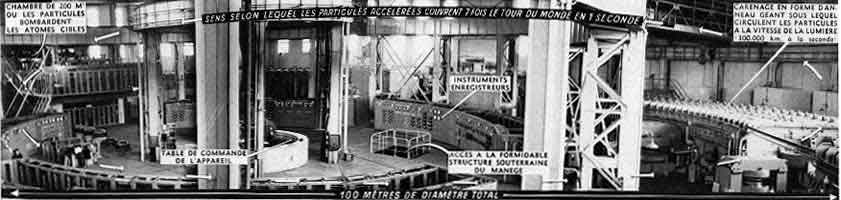
1957. Le plus grand synchrocyclotron du monde, Doubna (près de Moscou).

- Mariage orthodoxe (Photography Year Book, 1959)
- Anya, Die WeltAustellung der Photographie, 1963. Exposition mondiale de la photographie, Henri Nannen, photo no 219
- Patrick à la clarinette, 1960 (donné en exemple comme un des dix plus beaux tirages du siècle par Time-Life, Le Développement et l'Épreuve, 1972, p. 134-135.)
- La petite fille de la rue Soufflot (dans Paris vu par un chien), 1962
- André Masson (1958), Réalités ; Expo Photo 2006
- Luis Buñuel
- Les années fifties (le couple en Vespa) (couverture de L'Express)
- Sabine (1962), Die WeltAustellung der Photographie, 1963. Exposition mondiale de la photographie, Henri Nannen, photo no 346.
- Sophie, Terre d'images, no 30, 15 juillet-1er septembre 1966, une de couverture.

#### Collections
- Département des estampes et de la photographie de la Bibliothèque nationale de France[37] (142 photos 1960-1964)

#### Expositions
- 1962 : exposition Prix Niépce au Cabinet des estampes de la BNF — Galerie 28, Paris
- Grand Palais, Paris, ca. 1962
- George Eastman House, Rochester, ca. 1965
- Weltausttellung der Photographie, ca. 1970 (exposition collective itinérante par Karl Pawek) Dans le catalogue : numéros 219 (Anya) et 346 (Sabine)
- 1974 : « Les soleils du bout du monde », aérogare d'Orly Sud
- Prix Niepce 1955-1990, Musée d'Art Contemporain de Dunkerque, 1990, (« Paris vu par un chien »)
- novembre 2006 - janvier 2007 : « La photographie humaniste », Bibliothèque nationale de France
- 2006 : « Les photographes du magazine Réalités. Édouard Boubat, Jean-Philippe Charbonnier, Jean-Louis Swiners », galerie Agathe Gaillard, Paris, dans le cadre du mois de la Photo, du 2 novembre au 3 décembre 2006
- Artcurial (vente aux enchères de plusieurs vintages, voir le catalogue Photographie)
- 2008 : Réalités. Un mensuel français illustré (1946-1978), Maison européenne de la photographie, Paris, du 16 janvier au 30 mars (Les chevaux de course, les harkis, les pastiches de tableaux, etc.)
- 2010 : Rétrospective des prix Niépce, 1950-2010

#### Galerie

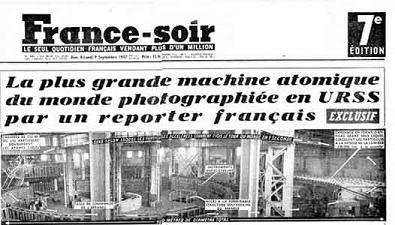
Une de France-Soir, 9 septembre 1957. Un scoop mondial. Photo panoramique réalisée avec un Rolleiflex f:3,5 en juxtaposant la partie centrale de 3 négatifs 6x6 de la pellicule de 12 vues.
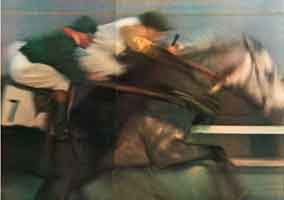
Chevaux de course pour Réalités, 1959 et MEP, 2008. Photographie faites avec un Telyt de 400 mm monté sur une poignée crosse Kilfitt. Le photographe accompagne les chevaux en faisant bloc avec le téléobjectif (3 kg) en pivotant sur lui-même sur un pied.

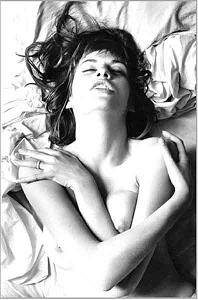
Anya, photodrame (1962), « Der Weltausstellung der Photographie », 1970. Leica M3, Summicron 50 mm, f:2, flash électronique Balcar 1,000 watts. Application de la technique psychanalytique du photodrame.
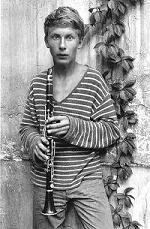
Patrick à la clarinette (1962), Le développement et l'Épreuve, Time Life, 1972, p. 134-135. Leica M3, Summicron 50 mm, ciel voilé. Tirage sur papier Ilford Multigrade.
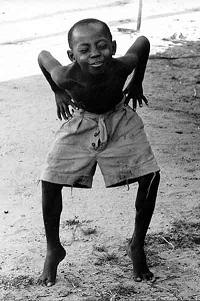
Petit noir, Zanzibar, 1962. « La photographie humaniste », Bibliothèque nationale, 2007. Leica M3, Summicron, 50 mm.
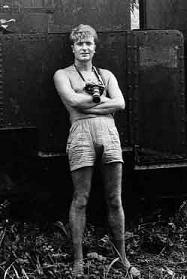
Jean-Louis Swiners en 1962 à Kribi (Cameroun) en marge d'un reportage sur les Kroumen.